# ホーカー テンペスト
テンペスト
飛行するテンペスト Mk.V NV696号機
(1944年11月25日撮影)
- 用途：戦闘機、戦闘爆撃機
- 分類：戦闘機
- 設計者：シドニー・カム
- 製造者：ホーカー・シドレー・エアクラフト社
- 運用者

  -  イギリス空軍
  -  ニュージーランド空軍
  -  インド空軍
  -  パキスタン空軍
- 初飛行：1942年9月2日
- 生産数：1,702機
- 運用開始：1944年1月
- 退役

  - 1949年（イギリス空軍）
  - 1953年（インド、パキスタン各空軍）
- 運用状況：退役

テンペスト（Hawker Tempest ）は、イギリスのホーカー社が開発し、イギリス空軍 (RAF)で運用された戦闘機。
「テンペスト (Tempest)」とは嵐の意。タイフーン戦闘機の発展型として、1943年から量産が開始された。

## 概要
第二次世界大戦中のイギリス空軍における最高速機のひとつ。Mk.II型は中低高度において全連合軍中で最も高速であった。それまでのイギリス空軍機と比べ戦闘行動半径は大幅に増加しており、ドイツ奥地へ侵攻してドイツ空軍機との戦闘や地上攻撃に活躍、またイギリス本土の防空にも参加し、高速を生かしてV1飛行爆弾の迎撃に活躍した。
第二次世界大戦後はジェットエンジン戦闘機が普及するまでのつなぎとして、改良型が海外に展開する部隊や同盟国の空軍で使用された。

## 開発
当初、タイフーンの改良型としてタイフーン II（ホーカー P. 1012）と称した。急降下時の錐揉み防止の為主翼の手直し、それにともなって燃料タンクの胴体内移設、派生して重心移動による尾翼へヒレ付け、主翼前縁へラジエーターの移設などが行われた。1941年10月、航空省 (Air Ministry) から仕様書が発行されるとタイフーン Mk. IIの名で試作機が作られた。しかし、1942年1月に大幅に変更された点が多かったためテンペストという新しい名が与えられた。また、エンジンに関する問題が絶えなかったため、秀逸な試作機を採用できるように航空省から試作機ごとに異なるエンジンを搭載するよう提案された。
Mk. I, II, V, VIがあった。それぞれ空気取り入れ口の形状とエンジンに相違がある。Mk. Iはネイピア製セイバーIVエンジンを搭載し、ラジエーターとオイルクーラーは両主翼付根前縁に装備された。Mk.Iの初飛行は1943年2月24日に行われた。Mk. Iはすべてのテンペストの中での最高速度760kmを記録するなど最も高性能であったがセイバーIVエンジンの開発が失敗したため量産されなかった。対日戦用のMk. IIは、空冷のブリストル製セントーラスVエンジンを装備することで航続距離の延伸に繋がったが実戦には間に合わなかった。Mk.IIは左主翼付根前縁にキャブレターインテーク、右主翼付根にオイルクーラーインテークを装備している。Mk. Vはセイバー IIエンジンを搭載し、1943年6月21日に生産が開始された。最初に生産された100機のテンペスト Mk. VはMk. Vシリーズ Iと呼ばれた。後に生産された800機のMk. Vは、それまでのイスパノMk.II20 mm 機関砲から小型軽量のイスパノMk.V20mm機関砲に変更し、それまで主翼前縁に突き出していた銃身を翼内に収めるなどの改修がなされ、こちらはMk. V シリーズ IIと呼ばれた。Mk.Vは戦後、TT.V標的曳航機としても使用された。Mk. VIは少数機生産され熱帯用エアフィルターと搭載エンジンであるセイバーVの高出力に対応した大型のラジエーター、Mk.IIと同様の主翼付根前縁装備のキャブレターインテークとオイルクーラーインテークをもっている。Mk.VIは戦後、キプロス、イラク、エジプトなどに配備された。IIIはグリフォンIIBエンジン搭載型、IVはグリフォン61エンジン搭載型だが製作中止となった。

## 諸元
| 制式名称     | テンペスト F Mk.II                                            | テンペスト F Mk.V                                                                  | テンペスト F Mk.VI                                                                 |
| ------------ | ------------------------------------------------------------- | ---------------------------------------------------------------------------------- | ---------------------------------------------------------------------------------- |
| 画像         | MW742                                                         | JN802                                                                              |                                                                                    |
| 全幅         | 12.49m                                                        | 12.49m                                                                             | 12.49m                                                                             |
| 全長         | 10.49m                                                        | 10.26m                                                                             | 10.33m                                                                             |
| 全高         | 4.90m                                                         | 4.90m                                                                              | 4.90m                                                                              |
| 翼面積       | 28.06m2                                                       | 28.06m2                                                                            | 28.06m2                                                                            |
| 翼面荷重     | 191.43kg/m2                                                   | 184.82kg/m2                                                                        | 187.50kg/m2                                                                        |
| 自重         | 4,045kg                                                       | 4,080kg                                                                            | 4,154kg                                                                            |
| 正規全備重量 | 5,360kg                                                       | 5,175kg                                                                            | 5,250kg                                                                            |
| 発動機       | ブリストル・エアロプレイン セントーラス V/VI（離昇2,520馬力） | D・ネイピア＆サンセイバー IIB（離昇2,400馬力）                                     | D・ネイピア＆サン セイバー V（離昇2,600馬力）                                      |
| 最高速度     | 711km/h（高度4,600m）                                         | 700km/h（高度5,180m）                                                              | 705km/h（高度5,400m）                                                              |
| 上昇力       | 4,572mまで4分30秒                                             | 4,572mまで5分00秒                                                                  | 4,572mまで4分45秒                                                                  |
| 航続距離     | 1,320km                                                       | 1,190km                                                                            | 1,210km                                                                            |
| 武装         |                                                               | イスパノ・スイザ HS.404 20mm機関砲 初期型 Mk.II 後期型 Mk.V 4門（携行弾数各200発） | イスパノ・スイザ HS.404 20mm機関砲 初期型 Mk.II 後期型 Mk.V 4門（携行弾数各200発） |
| 生産数       | 136機                                                         | 初期型 100機 後期型 700機                                                          | 142機                                                                              |

### 各種形式
テンペスト F Mk.I
セイバー Mk.IVエンジンを搭載し、冷却器を主翼前縁に埋め込んでいる初期生産予定の型。エンジンの諸問題から、発注は400機であったが1機のみ試作されて中止になった。
テンペスト F Mk. II
セントーラスエンジンV型またはVI型を搭載した生産型。136機製造。
テンペスト FB Mk. II
F Mk.IIを元に、翼下にロケット弾や爆弾を搭載できるようにした型。338機製造。
テンペスト F Mk. III
グリフォン IIBエンジンを搭載して試作された型。試作機1機のみで製造中止となった。
テンペスト F Mk. IV
グリフォン 61エンジンを搭載して試作された型。試作機1機のみで製造中止となった。
テンペスト F Mk. V
セイバー IIBエンジンを搭載した生産型。初期型から後期型へ武装が新しくなった。計800機製造。
テンペスト F Mk. VI
セイバー Vエンジンを搭載した、太平洋戦線用の型。実際には太平洋へ運搬できず、可能となる前に戦争が終結した。142機製造。
テンペスト TT Mk. V
F Mk.Vのうち標的曳航機へと用途変更された機体の名称。
テンペスト TT Mk. VI
F Mk.VIのうち標的曳航機へと用途変更された機体の名称。

## 現存する機体
| 型名      | 番号              | 機体写真 | 国名     | 所有者                                                    | 公開状況 | 状態     | 備考                          |
| --------- | ----------------- | -------- | -------- | --------------------------------------------------------- | -------- | -------- | ----------------------------- |
| Mk.II     | LA607             |          | アメリカ | フロリダ航空博物館                                        | 公開     | 静態展示 |                               |
| Mk.II     | MW376 HA564 12177 | 写真     | カナダ   | KF航空宇宙社 (KF Aerospace)                               | 公開     | 修復中   |                               |
| Mk.II     | MW401 HA604 1181  |          | イギリス | アングリア航空機修復社 (Anglia Aircraft Restrations Ltd.) | 非公開   | 修復中   |                               |
| Mk.II     | MW404 HA557       |          | アメリカ | クリス・ミラー氏 (Chris Miller)                           | 非公開   | 修復中   |                               |
| Mk.II     | MW758 HA580       |          | イギリス | テンペスト・トゥー社 (Tempest Two Ltd.)                   | 非公開   | 修復中   |                               |
| Mk.II     | MW763 HA586 420   | 写真     | イギリス | ウィールド航空社 (Weald Aviation)                         | 公開     | 修復中   |                               |
| Mk.II     | MW810 HA591 420   |          | アメリカ | ネルソン・イーゼル氏 (Nelson Ezell)                       | 非公開   | 修復中   |                               |
| Mk.II     | MW848 HA623       |          | インド   | インド空軍博物館                                          | 公開     | 静態展示 |                               |
| MK.II     | PR538 HA457       |          | イギリス | イギリス空軍博物館ロンドン館                              | 公開     | 静態展示 | PR536号機の塗装がされている。 |
| Mk.V      | EJ693             |          | アメリカ | カーミット・ウィークス氏                                  | 公開     | 修復中   |                               |
| Mk.V      | JN768             |          | イギリス | リチャード・グレイス氏 (Richard Grace)                    | 非公開   | 保管中   |                               |
| Mk.V TT.5 | NV778 1876        |          | イギリス | イギリス空軍博物館ロンドン館                              | 公開     | 静態展示 |                               |